# Plagiaulacida
Plagiaulacida è un sottordine di mammiferi estinti dell'ordine dei Multituberculata. I multitubercolati furono tra i mammiferi più diffusi del Mesozoico, l'età dei dinosauri. I plagiaulacidi, un sottordine informale, sono i più basali del gruppo, spaziando dal medio Giurassico al Cretaceo inferiore dell'emisfero boreale.
Kielan-Jaworowska e Hurum (2001) divisero i Plagiaulacida in tre rami informali, ciascuno dei quali sembra rappresentare un gruppo naturale (una antenato comune e tutti i suoi discendenti). Tuttavia una conclusione definitiva attende prove ulteriori.

## Ramo Allodontidae (Superfamiglia Allodontoidea?)
sia gli allodontidi che i paulchoffatiidi furono i più basali tra i plagiaulacidi. Il ramo Allodontidae contiene:
La famiglia Allodontidae, comprendente due generi vissuti nel Giurassico superiore e rinvenuti nella formazione Morrison in Nord America.
La famiglia Zofiabaataridae comprende un solo genere, Zofiabaatar rinvenuto anch'esso nella formazione Morrison. La parentela di un altro genere rinvenuto nella formazione Morrison, Glirodon, non sono chiare, ma viene comunque inserito nel ramo Allodontidae.

## Ramo Paulchoffatiidae (Superfamiglia Paulchoffatioidea?)
Alcuni resti provenienti dal medio Giurassico dell'Inghilterra sono ascritti a questo gruppo. I membri meglio conosciuti risalgono al Giurassico superiore, (in particolare da Guimarota, Portogallo), sebbene alcuni sopravvissero fino al Cretaceo inferiore.
I generi della famiglia Paulchoffatiidae sono suddivisi in due sottofamiglie, e un paio di individui di difficile attribuzione:
La sottofamiglia Paulchoffatiinae include i Paulchoffatia e la loro stirpe. Questo taxon contiene 9 generi.
La sottofamiglia Kuehneodontinae consiste di un unico genere, Kuehneodon, comprendente una mezza dozzina di specie.
Altri generi includono Galveodon and Sunnyodon, entrambi classificati dai resti fossili ritrovati rispettivamente in Spagna e in Inghilterra.
Sono riferibili al ramo dei paulchoffatiidi, ma non propriamente membri della famiglia, i seguenti:
Famiglia Hahnodontidae, che al momento è limitata a un singolo dente inferiore datato al Cretaceo superiore del Marocco, appartenente al genere Hahnodon.
Famiglia Pinheirodontidae rappresentata da resti di denti provenienti da Spagna Betica e Inghilterra.

## Ramo Plagiaulacidae (Superfamiglia Plagiaulacoidea?)
Famiglia Plagiaulacidae vissuta tra il Giurassico superiore (Nord America) e il Cretaceo inferiore (Europa e Asia).
Plagiaulax, Bolodon, Ctenacodon brentbaatar. 'Ctenacodon' necessita una riclassificazione, poiché il materiale ritrovato nel 2001 in Cina deve essere ancora descritto approfonditamente.
Famiglia Albionbaataridae i cui resti fossili sono stati rinvenuti nei sedimenti risalenti dal tardo Giurassico al Cretacico inferiore in Europa e Asia [(Cina, 2001) non ancora classificati]. Erano Multituberculati simili a toporagni, con qualche analogia con i paulchoffatidae.
Membri della famiglia degli Eobaataridae mostrano somiglianze nella dentatura con il Gruppo Paracimexomys, del sottordine dei Cimolodonta. Sono conosciuti dai resti risalenti tra il Giurassico superiore e il Cretaceo inferiore di Europa e Asia, (Cina – non descritto, 2001).
Sinobaatar è stato classificato dagli studi di Kielan-Jaworowska e Hurum (2001). Potrebbe essere basato sui materiali fossili ritrovati in Cina non ancora descritti. La parola mongola ‘baatar’ è frequentemente impiegata nella nomenclatura dei Multitubercolati. Ciò riflette il fatto che la maggior parte dei fossili completi sono stati ritrovati in Mongolia, sebbene questo criterio sia maggiormente applicabile all'ordine più evoluto dei Cimolodonta.
Altre specie potrebbero venire ospitate nel sottordine dei “Plagiaulacida”. Questo è stato ripetutamente ricercato nei confronti dei Janumys del medio Cretaceo. Il suo contemporaneo, Ameribaatar, è attualmente classificato come Incertae sedis. Entrambi furono descritti nel 2001.

## Tassonomia
Sottoclasse †Allotheria Marsh, 1880
- Ordine †Multituberculata Cope, 1884:
  - Sottordine †Plagiaulacida Simpson, 1925
    - Famiglia †Paulchoffatiidae Hahn, 1969
      - Sottofamiglia †Paulchoffatiinae Hahn, 1971
        - Genere †Paulchoffatia Kühne, 1961
          - Specie †P. delgadoi Kühne, 1961

        - Genere †Pseudobolodon Hahn, 1977
          - Specie †P. oreas Hahn, 1977
          - Specie †P. krebsi Hahn & Hahn, 1994

        - Genere †Henkelodon Hahn, 1987
          - Specie †H. naias Hahn, 1987

        - Genere †Guimarotodon Hahn, 1969
          - Specie †G. leiriensis Hahn, 1969

        - Genere †Meketibolodon (Hahn, 1978) Hahn, 1993
          - Specie †M. robustus (Hahn, 1978) Hahn, 1993

        - Genere †Plesiochoffatia Hahn & Hahn, 1999
          - Specie †P. thoas Hahn & Hahn, 1998
          - Specie †P. peparethos Hahn & Hahn, 1998
          - Specie †P. staphylos Hahn & Hahn, 1998

        - Genere †Xenachoffatia Hahn & Hahn, 1998
          - Specie †X. oinopion Hahn & Hahn, 1998

        - Genere †Bathmochoffatia Hahn & Hahn, 1998
          - Specie †B. hapax Hahn & Hahn, 1998

        - Genere †Kielanodon Hahn, 1987
          - Specie †K. hopsoni Hahn, 1987

        - Genere †Meketichoffatia Hahn, 1993
          - Specie †M. krausei Hahn, 1993

        - Genere †Galveodon Hahn & Hahn, 1992
          - Specie †G. nannothus Hahn & Hahn, 1992

        - Genere †Sunnyodon Kielan-Jaworowska & Ensom, 1992
          - Specie †S. notleyi Kielan-Jaworowska & Ensom, 1992

      - Sottofamiglia †Kuehneodontinae Hahn, 1971
        - Genere †Kuehneodon Hahn, 1969
          - Specie †K. dietrichi Hahn, 1969
          - Specie †K. barcasensis Hahn & Hahn, 2001
          - Specie †K. dryas Hahn, 1977
          - Specie †K. guimarotensis Hahn, 1969
          - Specie †K. hahni Antunes, 1988
          - Specie †K. simpsoni Hahn, 1969
          - Specie †K. uniradiculatus Hahn, 1978

    - Famiglia †Hahnodontidae Sigogneau-Russell, 1991
      -         - Genere †Hahnodon Sigogneau-Russell, 1991
          - Specie †H. taqueti Sigogneau-Russell, 1991

        - Genere †Denisodon Hahn & Hahn, 2003
          - Specie †D. moroccensis Hahn & Hahn, 2003

    - Famiglia †Pinheirodontidae Hahn & Hahn, 1999
      -         - Genere †Pinheirodon Hahn & Hahn, 1999
          - Specie †P. pygmaeus Hahn & Hahn, 1999
          - Specie †P. vastus Hahn & Hahn, 1999
          - Specie †P. sp. Hahn & Hahn, 1999

        - Genere †Bernardodon Hahn & Hahn, 1999
          - Specie †B. atlanticus Hahn & Hahn, 1999
          - Specie †B. sp. Hahn & Hahn, 1999

        - Genere †Gerhardodon Kielan-Jaworowska & Ensom, 1992
          - Specie †G. purbeckensis Kielan-Jaworowska & Ensom, 1992

        - Genere †Iberodon Hahn & Hahn, 1999
          - Specie †I. quadrituberculatus Hahn & Hahn, 1999

        - Genere †Lavocatia Canudo & Cuenca-Bescós, 1996
          - Specie †L. alfambrensis Canudo & Cuenca-Bescós, 1996

        - Genere †Cantalera Badiola, Canudo & Cuenca-Bescós, 2008
          - Specie †C. abadi Badiola, Canudo & Cuenca-Bescós, 2008

        - Genere †Ecprepaulax Hahn & Hahn, 1999
          - Specie †E. anomala Hahn & Hahn, 1999

    - Famiglia †Allodontidae Marsh, 1889
      -         - Genere †Ctenacodon Marsh, 1879
          - Specie †C. serratus Marsh, 1879
          - Specie †C. nanus Marsh, 1881
          - Specie †C. laticeps Marsh, 1881
          - Specie †C. scindens Simpson, 1928

        - Genere †Psalodon Simpson, 1926
          - Specie †P. potens Marsh, 1887
          - Specie †P. fortis Marsh, 1887
          - Specie †P. marshi Simpson, 1929

    - Famiglia †Zofiabaataridae Bakker, 1992
      -         - Genere †Zofiabaatar Bakker & Carpenter, 1990
          - Specie †Z. pulcher Bakker & Carpenter, 1990

    - Famiglia Incertae sedis
      -         - Genere †Glirodon Engelmann & Callison, 2001
        - Specie †G. grandis Engelmann & Callison, 2001

    - Famiglia †Plagiaulacidae Gill, 1872
      -         - Genere? †Ctenacodon Bakker, 1998
          - Specie? †C. brentbaatar Bakker, 1998

        - Genere †Plagiaulax Falconer, 1857
          - Specie †P. becklesii Falconer, 1857

        - Genere †Bolodon Owen, 1871
          - Specie †B. crassidens Owen, 1871
          - Specie †B. falconeri Owen, 1871
          - Specie †B. minor Falconer, 1857
          - Specie †B. osborni Simpson, 1928
          - Specie †B. elongatus Simpson, 1928

    - Famiglia †Eobaataridae Kielan-Jaworowska, Dashzeveg & Trofimov, 1987
      -         - Genere †Eobaatar
          - Specie †E. magnus Kielan-Jaworowska, Dashzeveg & Trofimov, 1987
          - Specie †E. minor Kielan-Jaworowska, Dashzeveg & Trofimov, 1987
          - Specie †E. hispanicus Hahn & Hahn, 1992
          - Specie †E. pajaronensis Hahn & Hahn, 2001

        - Genere †Loxaulax Simpson, 1928
          - Specie †L. valdensis Simpson, 1928

        - Genere †Monobaatar Kielan-Jaworowska, Dashzeveg & Trofimov, 1987
          - Specie †M. mimicus Kielan-Jaworowska, Dashzeveg & Trofimov, 1987

        - Genere †Parendotherium Crusafont Pairó & Adrover, 1966
          - Specie †P. herreroi Crusafont Pairó & Adrover, 1966

        - Genere †Sinobaatar Hu & Wang, 2002
          - Specie †S. lingyuanensis Hu & Wang, 2002

        - Genere †Heishanobaatar Kusuhashi et al., 2010
          - Specie †H. triangulus Kusuhashi et al., 2010

    - Famiglia †Albionbaataridae Kielan-Jaworowska & Ensom, 1994
      -         - Genere †Albionbaatar Kielan-Jaworowska & Ensom, 1994
          - Specie †A. denisae Kielan-Jaworowska & Ensom, 1994

        - Genere †Proalbionbaatar Hahn & Hahn, 1998
          - Specie †P. plagiocyrtus Hahn & Hahn, 1998

        - Genere †Kielanobaatar Kusuhashi et al., 2010
          - Specie †K. badaohaoensis Kusuhashi et al., 2010

    - Famiglia †Arginbaataridae Hahn & Hahn, 1983
      -         - Genere †Arginbaatar Trofimov, 1980
          - Specie †A. dmitrievae Trofimov, 1980